# Democracia y marxismo
Según la teoría marxista, una nueva sociedad democrática surgiría a través de las acciones organizadas de una clase obrera internacional que daría derecho de voto a toda la población y liberaría a las personas para que actuasen sin regirse por el mercado laboral. No habría mucha, o ninguna, necesidad de un Estado, cuyo objetivo sería ejecutar la enajenación del trabajo.
Mientras que los marxistas proponían sustituir el Estado burgués por un semi-Estado proletario mediante la revolución (dictadura del proletariado), que acabaría desapareciendo, los anarquistas advertían que el Estado debía ser abolido junto con el capitalismo. Sin embargo, los resultados finales deseados (una sociedad comunal sin Estado) eran los mismos.

## Karl Marx y Friedrich Engels

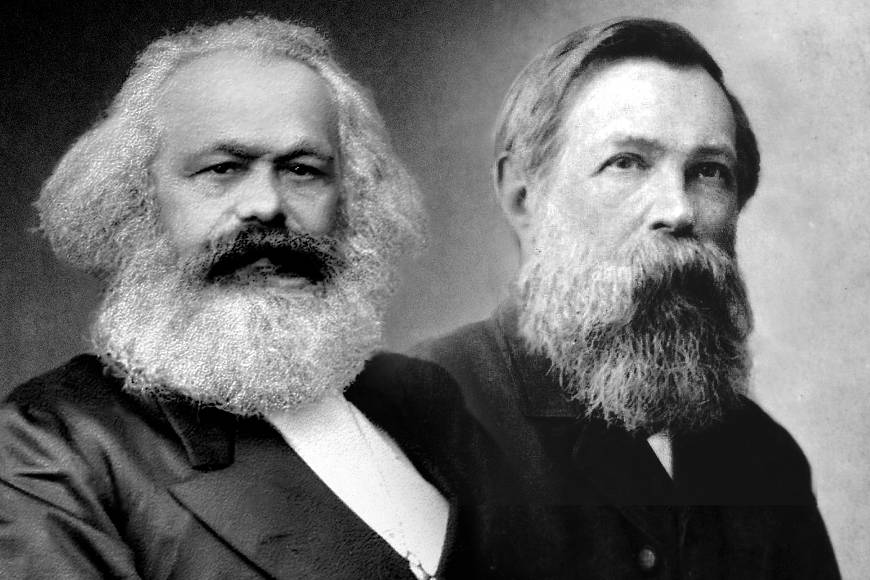
Karl Marx y Friedrich Engels.

Karl Marx y Friedrich Engels afirmaron en el Manifiesto comunista y en obras posteriores que «el primer paso hacia la revolución de la clase obrera es elevar al proletariado a la posición de clase dominante para ganar la batalla por la democracia» y que el sufragio universal era «una de las primeras y más importantes tareas del proletariado militante».
En Crítica del programa de Gotha, Marx escribió: «Entre la sociedad capitalista y la comunista se encuentra el período de transformación revolucionaria de la una en la otra. Esta transformación se corresponde también con un período de transición política en el que el Estado no puede ser otra cosa que la dictadura revolucionaria del proletariado». Según Engels, la "forma específica" de esta etapa de transición es la "república democrática".
Marx admitió que existía la posibilidad de una transición pacífica en algunos países con instituciones democráticas sólidas (como Reino Unido, Estados Unidos y los Países Bajos), pero sugirió que en otros países en los que los trabajadores no podían «alcanzar su objetivo por medios pacíficos» la «palanca de nuestra revolución debe ser la fuerza», y afirmó que el pueblo trabajador tenía derecho a rebelarse si se le negaba la expresión política. Por ejemplo, Marx en su discurso inaugural de la Primera Internacional consideró la "ley de la jornada de diez horas" la primera derrota de la burguesía por la Economía política de la clase obrera (ver Acta de Fábricas). En 1852, Marx escribió que la implantación del sufragio universal en Inglaterra sería un «logro de contenido socialista» porque conduciría inevitablemente a un «gobierno político de la clase obrera».
Con el avance de la socialdemocracia a finales del siglo XIX, Engels escribió que para asegurar el triunfo de una revolución proletaria se debe asegurar «la cooperación, por lo menos, de Inglaterra, Francia y Alemania». Incluso sugirió que «Inglaterra es el único país donde la inevitable revolución social puede efectuarse enteramente por medios pacíficos y legales» y que Alemania «se halla incluso a una distancia ya mesurable del triunfo», donde se tendría democráticamente un Estado de mayoría socialista hacia el año 1900. En su crítica del programa de Erfurt, Engels describe la sociedad socialista como una república democrática.

XVIII. ¿Qué vía de desarrollo tomará esa revolución?
Establecerá, ante todo, un régimen democrático y, por tanto, directa o indirectamente, la dominación política del proletariado.
— Friedrich Engels. Principios del comunismo (1847)

Tras el colapso de las revoluciones de 1848 y la Comuna de París, Engels consideró que «el modo de lucha de 1848 está hoy anticuado en todos los aspectos», especialmente la «rebelión a la vieja usanza, las luchas callejeras (Straβenkampf) con barricadas», especialmente con los nuevos avances militares de los Estados modernos. Se requeriría que el ejército formase parte de la revolución para que triunfase. Desarrolló la estrategia de «guerra de posiciones» (Stellungskrieg) como una lenta conquista del poder, así como el cristianismo pasó "de ser una secta a ser la religión del estado" en el Imperio Romano. Aun así, Engels advirtió las clases dirigentes aceptasen esta revolución pacífica y legal. Por ello el Estado se vuelve "una institución meramente transitoria, que se utiliza en la lucha, en la revolución, para someter por la violencia a los adversarios".

XVI. ¿Será posible suprimir por vía pacífica la propiedad privada?
Sería de desear que fuese así, y los comunistas, como es lógico, serían los últimos en oponerse a ello. [...] Pero, al propio tiempo, ven que se viene aplastando por la violencia el desarrollo del proletariado en casi todos los países civilizados y que, con ello, los enemigos mismos de los comunistas trabajan con todas sus energías para la revolución. Si todo ello termina, en fin de cuentas, empujando al proletariado subyugado a la revolución, nosotros, los comunistas, defenderemos con hechos, no menos que como ahora lo hacemos de palabra, la causa del proletariado.
— Friedrich Engels. Principios del comunismo (1847)

## Socialdemocracia y marxismo ortodoxo

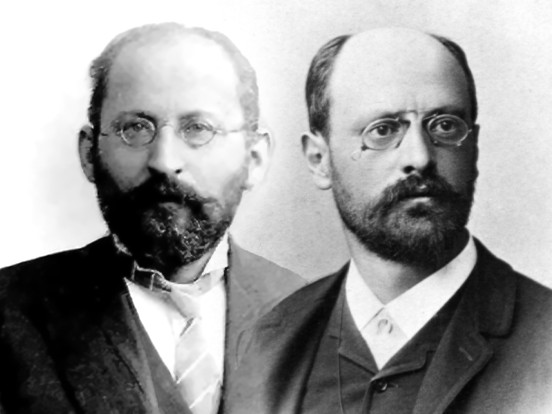
Eduard Bernstein, padre del «revisionismo marxista» y Karl Kautsky, padre del «marxismo ortodoxo». Ambos fueron defensores de la democracia.

Tras la muerte de Marx y Engels surgieron divergencias dentro del movimiento socialista. El socialdemócrata y socio de Engels, Eduard Bernstein se convirtió dentro del movimiento marxista ser el padre del «revisionismo» al criticar desde un punto de vista reformista varias de las tesis del marxismo en su obra Las premisas del socialismo y las tareas de la socialdemocracia (1899). 
Al igual que la Sociedad Fabiana, Bernstein veía la democracia como «el medio para la lucha en pro del socialismo» y la «forma imprescindible de realización del socialismo», mientras que la dictadura del proletariado la consideraba una forma de «atavismo político». Para ello el sufragio universal es el gran arma del proletariado. Citando a Engels, Bernstein decía que el socialismo se lograría a través de una lucha «prolongada, tenaz, avanzando lentamente de posición a posición». Bernstein vio la reforma social no como reflejo de la lucha de clases, sino de la democracia: "la democracia significa que en todo momento dado la clase obrera debe pesar en la medida en que lo permita su madurez intelectual y la etapa actual de su desarrollo económico". Su gran concepto es el de la democracia, la eliminación de privilegios de clase y la igualdad para los individuos. Su concepción del socialismo es la extensión de todo esto en todos los sectores.

La democracia es, en principio, la supresión del gobierno de clase, aunque todavía no es la supresión real de las clases.

La «revisión» de Bernstein suscitó un gran debate en el seno de la socialdemocracia alemana, en la que el teórico Karl Kautsky fue el principal defensor de las tesis «clásicas» marxistas —o de la interpretación que había hecho de ellas la corriente «ortodoxa» mayoritaria—. Pese a sus diferencias, Kautsky también defendió los valores de la democracia. Argumentó que Marx "tuvo pocas oportunidades de observar los efectos de la democracia" pero reconocía que era un poderoso instrumento. Kautsky veía como la mejor forma de educación para el proletariado, "en la que la absoluta libertad de expresión y publicación son esenciales".

[E]n condiciones de libertad adecuadas, los obreros podían, por sus propios esfuerzos, elevarse a un nivel lo suficientemente alto como para poder alcanzar finalmente el poder político, no a través de "luchas civiles y guerras extranjeras", sino a través de la lucha de clases librada por sus organizaciones políticas y económicas de masas. La condición previa para tal lucha es una medida adecuada de libertad política. Donde esto falta, donde aún no se ha ganado, pueden ser necesarias "luchas civiles y guerras extranjeras" para lograr la democracia como esencial para el ascenso de la clase obrera. Donde existe la democracia, "no es necesario que la clase obrera recurra a la fuerza armada como medio para alcanzar el poder".

## La Unión Soviética y el bolchevismo
En el siglo XIX, el Manifiesto comunista (1848), de Karl Marx y Friedrich Engels, abogaba por la unificación política internacional de las clases trabajadoras europeas para lograr una revolución comunista y sostenía que, dado que la organización socioeconómica del comunismo era superior a la del capitalismo, la revolución obrera se produciría primero en los países industrializados y avanzados a nivel económico. La socialdemocracia marxista fue muy fuerte en Alemania a lo largo del siglo XIX, y el Partido Socialdemócrata de Alemania inspiró a Lenin y a otros marxistas rusos.
Durante la efervescencia revolucionaria de la Revolución rusa de 1905 y 1917, surgieron intentos de democracia directa por parte de la clase trabajadora a través de los sóviets («consejo» en ruso). Según Lenin y otros teóricos de la Unión Soviética, los sóviets representaban la voluntad democrática de la clase obrera y eran, por tanto, la materialización de la dictadura del proletariado. Lenin y los bolcheviques consideraban que el sóviet era la unidad organizativa básica de la sociedad en un sistema comunista y apoyaban esta forma de democracia. Así, los resultados de las ansiadas elecciones a la Asamblea Constituyente de 1917, que el Partido Bolchevique de Lenin perdió frente al Partido Social-Revolucionario, quedaron anulados al disolverse la Asamblea Constituyente en enero de 1918.
A nivel práctico, el partido de vanguardia leninista debía proporcionar a la clase obrera la conciencia política (educación y organización) y la dirección revolucionaria necesarias para acabar con el capitalismo en la Rusia imperial. Tras la Revolución de Octubre de 1917, el leninismo se convirtió en la versión dominante del marxismo en Rusia y, al establecer la democracia soviética, el régimen bolchevique reprimió a los socialistas que se oponían a la revolución, como los mencheviques y las facciones del Partido Social-Revolucionario.
En noviembre de 1917, Lenin promulgó el Decreto sobre el control obrero, que pedía a los trabajadores de cada empresa que establecieran un comité elegido para supervisar la gestión de la empresa. Ese mes también se emitió una orden para requisar el oro del país y nacionalizaron los bancos, cosa que Lenin consideraba un gran paso hacia el socialismo. En diciembre, el Sovnarkom (Consejo de Comisarios del Pueblo) estableció un Consejo Supremo de la Economía Nacional (VSNKh), que tenía autoridad sobre la industria, la banca, la agricultura y el comercio. Los comités de fábrica estaban subordinados a los sindicatos, que a su vez estaban subordinados al VSNKh, de modo que el plan económico centralizado del Estado tenía prioridad sobre los intereses económicos locales de los trabajadores. A principios de 1918, el Sovnarkom canceló toda la deuda externa y se negó a pagar los intereses correspondientes. En abril de 1918, nacionalizó el comercio exterior, estableciendo un monopolio estatal sobre las importaciones y exportaciones. En junio de 1918, decretó la nacionalización de los servicios públicos, los ferrocarriles, la ingeniería, el textil, la metalurgia y la minería, aunque a menudo eran estatales solo sobre el papel. La nacionalización total no tuvo lugar hasta noviembre de 1920, cuando las pequeñas empresas industriales pasaron a estar bajo el control del Estado.
Una facción de los bolcheviques conocida como los «comunistas de izquierda» criticó la política económica del Sovnarkom por considerarla demasiado moderada: querían la nacionalización de toda la industria, la agricultura, el comercio, las finanzas, el transporte y las comunicaciones. Lenin creía que esto no era práctico en la etapa en la que se encontraban, y que el gobierno solo debía nacionalizar las empresas capitalistas rusas de mayor envergadura, como los bancos, los ferrocarriles, los grandes latifundios y las fábricas y minas más grandes, y permitir que las empresas más pequeñas operaran de forma privada hasta que crecieran lo suficiente como para ser nacionalizadas con éxito. Lenin también estaba en desacuerdo con los comunistas de izquierda sobre la organización económica. En junio de 1918, argumentó que era necesario un control económico centralizado de la industria, mientras que los comunistas de izquierda querían que cada fábrica estuviera controlada por sus trabajadores, un enfoque sindicalista que Lenin consideraba perjudicial para la causa del socialismo.
Adoptando una perspectiva libertaria de izquierda, tanto los comunistas de izquierda como otras facciones del Partido Comunista criticaron el declive de las instituciones democráticas rusas. A nivel internacional, muchos socialistas criticaron el régimen de Lenin y negaron que estuviera estableciendo el socialismo. En particular, destacaron la falta de participación política generalizada, de consulta popular y de democracia industrial.
A finales de 1918, el marxista checo-austríaco Karl Kautsky escribió el panfleto antileninista Terrorismo y comunismo en el que condenaba el carácter antidemocrático de la Rusia soviética, al que Lenin respondió con vehemencia (véase La revolución proletaria y el renegado Kautsky). 

[L]a lucha de clases toma de la democracia sus mejores rasgos; porque en la democracia cada partido se dirige a toda la comunidad social. Ciertamente, cada partido defiende determinados intereses de clase; pero se ve obligada a mostrar todos los aspectos de estos intereses, que están íntimamente ligados al interés general de toda la comunidad social. De esta manera, la democracia estatal moderna es superior a la estrechez de la política de la iglesia de pueblo, así como a la naturaleza camarilla de la política profesional. En la democracia, el horizonte de las masas se amplía enormemente con la participación en la política.

La marxista alemana Rosa Luxemburgo se hizo eco de las opiniones de Kautsky.

[E]l remedio que encontraron Lenin y Trotsky, la eliminación de la democracia como tal, es peor que la enfermedad que se supone va a curar; pues detiene la única fuente viva de la cual puede surgir el correctivo a todos los males innatos de las instituciones sociales. Esa fuente es la vida política activa, sin trabas, enérgica, de las más amplias masas populares.
La Revolución Rusa 4. La Asamblea Constituyente

También dentro del austromarxismo, Rudolf Hilferding también se defendió el valor de la democracia desde una posición socialdemócrata. 

[D]esde el punto de vista socialdemócrata, la economía bolchevique puede difícilmente puede llamarse "socialista", porque para nosotros el socialismo es indisolublemente ligado a la democracia. De acuerdo con nuestro concepto, la socialización de la medios de producción implica liberar a la economía del dominio de una clase y conferirla a la sociedad en su conjunto, una sociedad que es autogobernado democráticamente. [...] La correlación entre la base económica y la estructura política nos parecía una muy definida: a saber, que la sociedad socialista inauguraría la más alta realización de la democracia. Incluso aquellos de nosotros que creyeron que sería necesaria la aplicación más estricta del poder centralizado o inevitable para el período de transición, consideraron este período únicamente temporal y destinado a terminar después de la supresión de las clases propietarias.

El anarquista ruso Piotr Kropotkin describió la toma del poder por los bolcheviques como «el entierro de la Revolución Rusa».

## La perspectiva del Partido Comunista de China
Mao Zedong propuso el concepto de Nueva Democracia: 36  en su texto Sobre la Nueva Democracia  escrito mientras el Yan'an Soviético se desarrollaba y expandía durante la segunda guerra sino-japonesa..: 60–61  Durante este período, Mao estaba preocupado por la burocratización y buscó desarrollar una cultura de política de masas.: 61  En su opinión, la democracia de masas era crucial, pero sólo podía garantizarse a las clases revolucionarias.: 61–62  En el concepto de Nueva Democracia, la clase obrera y el partido comunista son la parte dominante de una coalición que incluye intelectuales progresistas y demócratas patriotas burgueses. Liderada por un partido comunista, una Nueva Democracia permite un desarrollo limitado del capitalismo nacional como parte del esfuerzo por reemplazar el imperialismo extranjero y el feudalismo interno.
La Conferencia Consultiva Política del Pueblo Chino (CCPPCh) fue el principal órgano gubernamental a través del cual el Partido Comunista de China (PCCh) trató de incorporar elementos no pertenecientes al PCCh en el sistema político de conformidad con los principios de la Nueva Democracia.: 43  El 29 de septiembre de 1949, la CCPPCh adoptó por unanimidad el Programa Común como programa político básico para el país tras el éxito de la Revolución Comunista China.: 25  El Programa Común definía a China como un nuevo país democrático que practicaría una dictadura democrática popular dirigida por el proletariado y basada en una alianza de obreros y campesinos que uniría a todas las clases democráticas de China (definidas como aquellas que se oponen al imperialismo, al feudalismo y al capitalismo burocrático y favorecen una China independiente).: 25 
De 2007 a 2009, Hu Jintao promovió la democracia dentro del partido (dangnei minzhu, 党内民主) en un esfuerzo por disminuir el enfoque del partido en la toma de decisiones de arriba hacia abajo.: 18 
La campaña de valores socialistas fundamentales introducida durante el XVIII Congreso Nacional en 2012 promueve la democracia como uno de sus cuatro valores nacionales.: 204  La administración de Xi Jinping promueve una visión de la democracia consultiva (xieshang minzhu 协商民主) en lugar de la democracia interna del partido.: 18  Esta visión de la democracia socialista enfatiza la consulta más a menudo con la sociedad en general, al tiempo que fortalece el papel dirigente del partido.: 18 
A partir de 2019, el partido desarrolló el concepto de "democracia de proceso completo", que para 2021 se denominó democracia popular de proceso completo (la adición de "pueblo" enfatizó una conexión con el concepto maoísta de la línea de masas). Bajo este punto de vista, una "democracia socialista real y efectiva" puede presentarse como una serie de cuatro relaciones emparejadas: 1) "democracia de proceso" (过程民主) y "democracia de logro" (成果民主), 2) "democracia procedimental" (程序民主) y "democracia sustantiva" (实质民主), 3) "democracia directa" (直接民主) y "democracia indirecta" (间接民主), y 4) "democracia popular" (人民民主) y la "voluntad del estado" (国家意志). La democracia popular de proceso completo es una visión principalmente consecuencialista, en la que el criterio más importante para evaluar el éxito de la democracia es si la democracia puede "resolver los problemas reales del pueblo", mientras que un sistema en el que "el pueblo se despierta solo para votar" no es verdaderamente democrático. Como resultado, la democracia popular de proceso completo critica a la democracia liberal por su excesivo enfoque en el procedimiento.